# Vale (Georgië)
Vale (Georgisch: ვალე) is een stad in het zuiden van Georgië met ruim 5000 inwoners (2024), gelegen in de gemeente Achaltsiche (regio Samtsche-Dzjavacheti). De stad is gesitueerd op een plateau van ongeveer 1.200 meter boven zeeniveau vlak bij de Potschovi, een rechterzijrivier van de Mtkvari. De grensovergang met Turkije ligt ongeveer 6 kilometer ten zuidwesten van Vale en het gemeentelijk centrum Achaltsiche ligt 10 kilometer naar het noordoosten.

## Geschiedenis

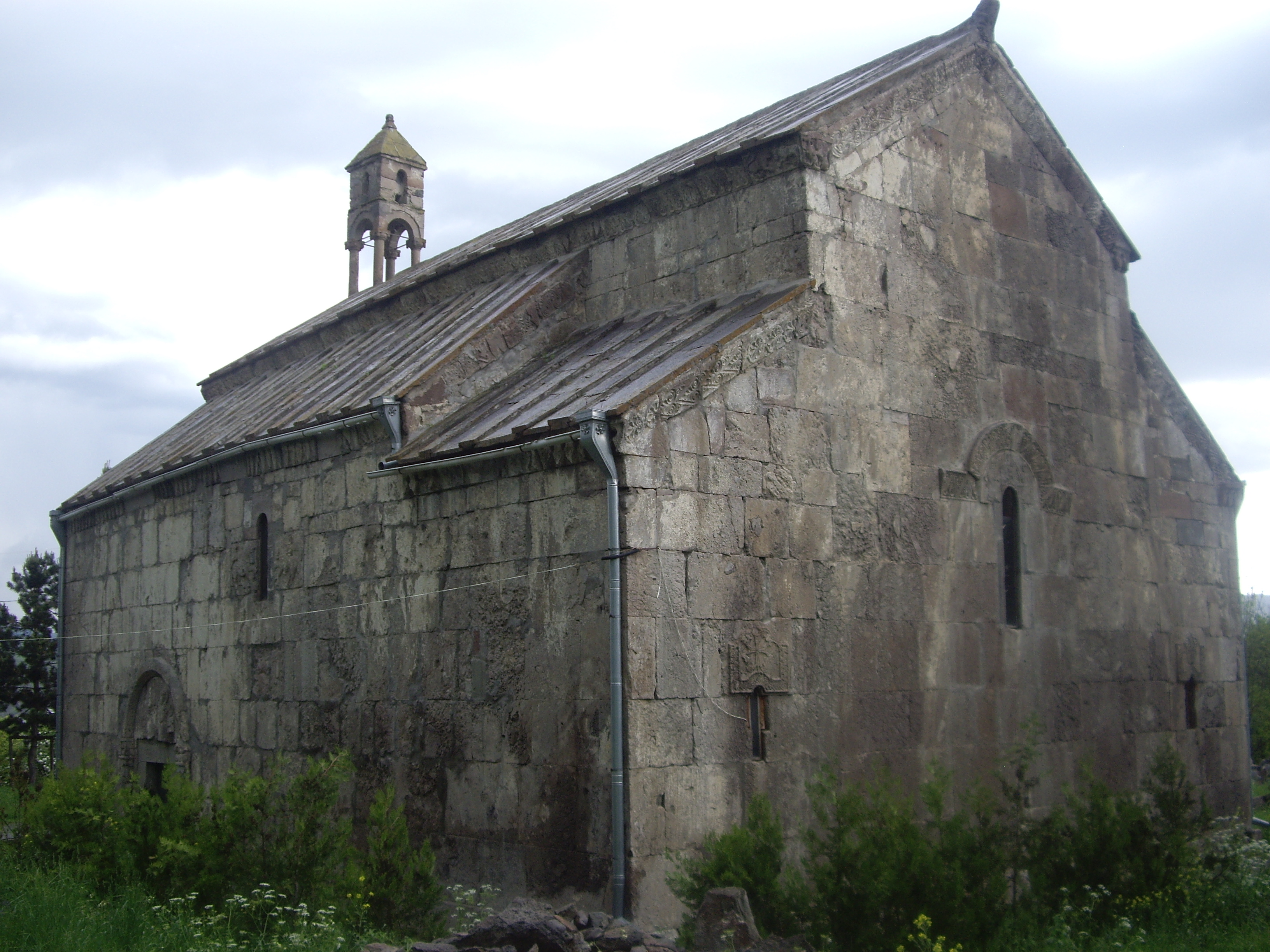
Onze Lieve Vrouwekerk

De plaats Vale staat al sinds de 10e eeuw bekend als een dorp. Er staan in Vale meerdere kerken, maar de oudste en historisch belangrijkste is de Onze Lieve Vrouwekerk uit de 10e eeuw, die in de 16e eeuw gereconstrueerd werd als een basiliek. De stad is de thuisbasis van een omvangrijke Armeno-Georgische katholieke gemeenschap. Vanaf de late 16e eeuw tot de Russisch-Turkse Oorlog (1828-1829) en het Verdrag van Adrianopel (1829) stond Vale onder Ottomaans gezag.
In de Sovjetperiode werden bruinkoolafzettingen ontdekt in de directe omgeving van Vale en de mijnbouw begon in 1946. Dit resulteerde in de aanleg van een spoorlijn die vanaf Bordzjomi doorgetrokken werd via Achaltsiche naar Vale en in 1947 gecompleteerd werd. De bevolking groeide snel en de plaats werd in 1948 een nederzetting met stedelijk karakter (daba), en kreeg het in 1962 stadsrechten. De sterke groei was van korte duur. Door krimp van de mijnbouw en daarna economische malaise als gevolg van het uiteenvallen van de Sovjet-Unie daalde het aantal inwoners sterk.

## Demografie
Begin 2024 had vale 5.019 inwoners, een stijging van ruim 41% ten opzichte van de volkstelling in 2014 door met name een herindeling met naburige buurdorpen.
| Aantal                                                           | 1.700 | - | 9.629 | 7.326 | 6.244 | 6.305 | 5.031 | 3.646 | 5.259 | 5.019 |
| Verantwoording data: Bevolkingsstatistiek Georgië 1897 tot heden |       |   |       |       |       |       |       |       |       |       |

### Etniciteit en religie
De bevolking van Vale bestond volgens de volkstelling van 2014 in meerderheid uit Georgiërs (83,9%). De Armeniërs waren de grootste etnische minderheid in Vale (14,4%). Verder woonden er enkele tientallen Russen.

## Vervoer
De Georgische route van internationaal belang S8 gaat door Vale. Deze weg verbindt centraal Georgië en Tbilisi met Turkije via de steden Bordzjomi en Achaltsiche en bereikt bij Vale de Turkse grens. De S8 is tussen Achaltsiche en de Turkse grens onderdeel van de Europese weg E692. De Vale - Türkgözü grensovergang ligt formeel in de gemeente Adigeni. 
Vale is sinds 1947 het eindpunt van de Chasjoeri - Bordzjomi - Achaltsiche spoorlijn. Het station ligt drie kilometer ten noordoosten van Vale, in het dal van de rivier Potschovi, ongeveer 200 meter lager dan de stad. Sinds 2013 rijden er geen passagierstreinen meer over het traject Bordzjomi - Vale.

## Geboren
- Alexander Manvelisjvili (1904-1997), Georgisch historicus. Was in ballingschap in Parijs leider en ideoloog van de Tetri Giorgi (Witte George) anti-bolsjewistische beweging opgericht na de Augustusopstand in Georgië van 1924.